# Euskaltel-Euskadi
Euskatel-Euskadi (EUS) är ett baskiskt cykelstall. Laget startades 1994 av Miguel Madariaga för att ge fler baskiska cyklister möjlighet att få tävla professionellt. Euskaltel-Euskadi anställer fortfarande mest baskiska cyklister, men även den venezolanska cyklisten Unai Etxebarria och ett fåtal cyklister från övriga Spanien och baskiska delen av Frankrike har fått tävla för stallet. De icke-baskiska cyklisterna har ofta vuxit upp med baskisk kultur.
Stallet tillhör UCI ProTour. Laget sponsras av teleoperatören Euskaltel. Euskadi är det baskiska namnet för Baskien. Stallets kläder har en orange färg och när Tour de France gör en sväng in i Baskien är många basker klädda i orangefärgade t-shirts och viftar med baskiska flaggor. Cykelkulturen i Baskien är väldigt stark och laget har många fans i regionen.
Euskaltel-Euskadi har flera gånger varit nära att läggas ned på grund av problem att hitta en huvudsponsor, men Euskaltel har återvänt och fortsatt ge laget sitt stöd.

## De första åren
Planerna på Euskaltel-Euskadi startade i Lourdes under Tour de France 1992. Jose Alberto Pradera och Miguel Madariaga började planera för att skapa ett baskisk cykelteam.
Ett år senare, den 17 juni 1993, skapades stiftelsen Fundacion Ciclista de Euskadi, som behövdes för att kunna starta cykellaget där cyklisterna skulle vara födda i någon av de fyra historiska territorierna av Baskien: Biscaya, Gipuzkoa, Navarra och Araba eller talangfulla cyklister som hade utvecklats i baskiska laget, till exempel Íñigo Cuesta och Samuel Sánchez. Samtidigt som Tour de France 1993 kördes, bestämde Pradera och Madariaga att bilda laget inför säsongen 1994.
För att samla finansiellt stöd för projektet valde de två männen att skicka ut 25 000 brev till privatpersoner och företag. Under det första året hittade stiftelsen runt 5000 företag och privatpersoner som ville vara med och sponsra det baskiska stallet. Trots detta visade sig budgeten vara otillräcklig.

### Euskadi
Stallet kallat Euskadi körde sitt första år i den professionella klungan 1994. Agustin Sagasti tog stallets första seger när han vann etapp 5 av Baskien runt. Samtidigt hade laget stora ekonomiska bekymmer och behövde ytterligare pengar för att kunna fortsätta. Vid tillfället hade laget en skuld på 10 miljoner pesetas. Laget var på randen till konkurs 1995 och Miguel Madariaga riskerade fängelse. Den provinsiella regeringen i Biscaya överlät pengar till stallet och det överlevde sin första svåra prövning. Trots de ekonomiska problemen var sponsorerna laget troget.
I mitten av 1997 blev det känt att laget återigen befann sig i en farlig ekonomisk situation. Lagledningen kunde inte längre betala löner till sina anställda.

### Euskaltel-Euskadi

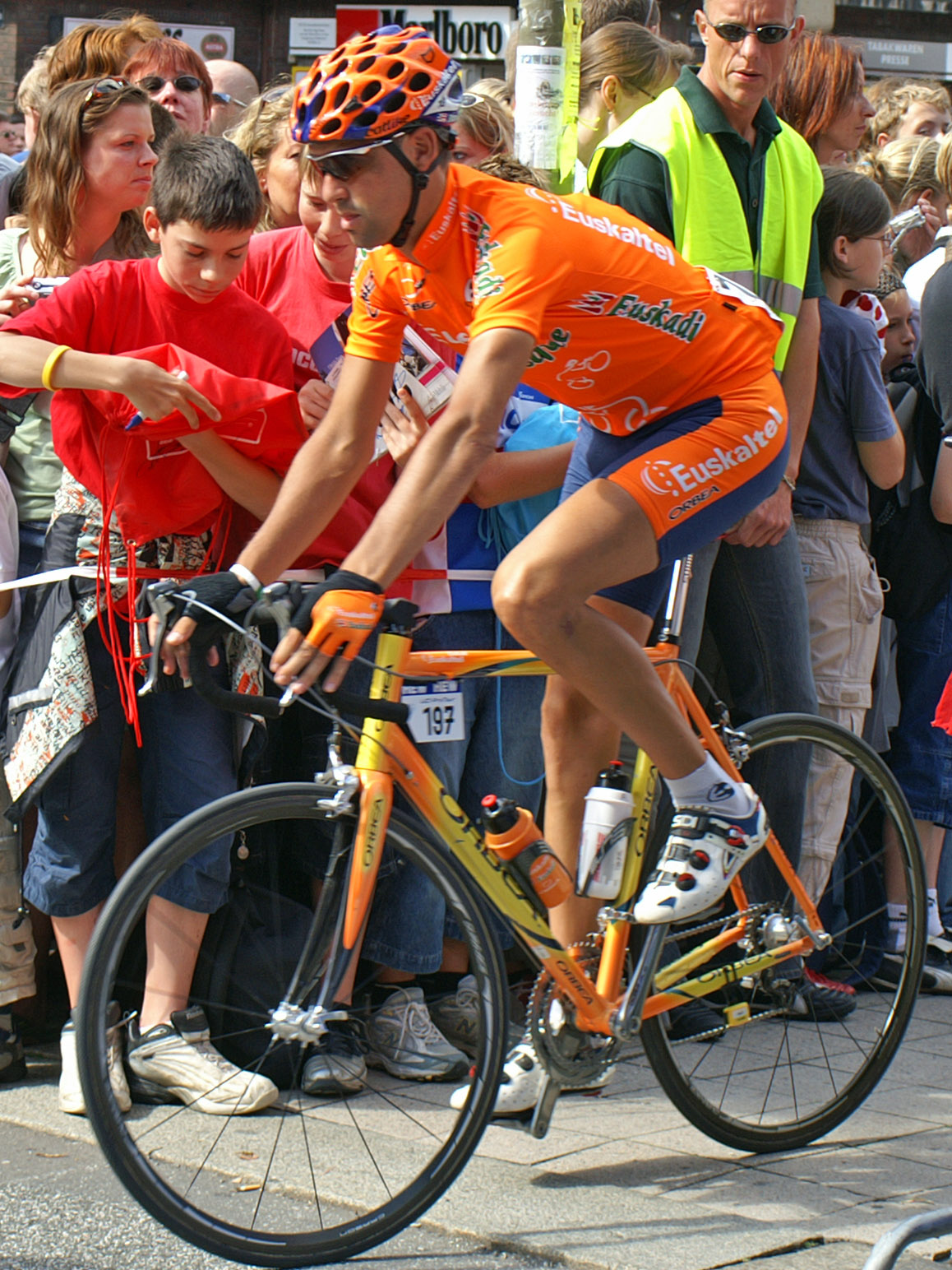
Aketza Pena visar upp lagets dräkt

Även den gången klarade sig det baskiska stallet. I juni 1997 gick telefonbolaget Euskaltel in som sponsor med ett bidrag på 26,5 miljoner pesetas. I och med detta fick laget en oväntad finansiell stabilitet och fick det nya namnet Euskaltel-Euskadi. Inför säsongen 2000 bytte laget färg på sina cykelkläder från blå till orange.
År 1998 anslöt sig Julián Gorospe till laget som ny sportdirektör. Under hans ledning förvandlades det tidigare lilla laget till ett UCI ProTour-lag. Den första stora segern kom år 1999, då Roberto Laiseka, som varit en del av laget sedan starten, vann etapp 18 av Spanien runt. Ett år senare upprepade han sin bedrift på etapp 11.
Efter Laisekas framgång blev Euskaltel-Euskadi ett av fem lag som fick inbjudan till att starta Tour de France 2001. Laiseka vann etapp 14 till Luz-Ardiden och Íñigo Chaurreau slutade på tolfte plats i slutställningen. Sedan dess har Euskaltel-Euskadi inte haft några problem att bli inbjudna till de olika Grand Tour, men det har inte alltid gått lika bra.
Efter Tour de France 2003, där Iban Mayo och Haimar Zubeldia slutade i topp-10 i tävlingens slutställning, och Mayo också vann en etapp uppför Alpe d'Huez, ansågs Euskaltel-Euskadi vara ett starkt kort inför 2004 års Tour de France. Mayo vann Critérium du Dauphiné Libéré, som allmänt sedan som en förberedande tävling inför Tour de France, och han vann över Lance Armstrong med två minuter uppför stigningen Mont Ventoux. Besvikelsen var stor i stallet när Mayo skadade sig i en krasch på en pavésträcka i ett tidigt skede av Tour de France, och han valde att lämna tävlingen under etapp 15. Zubeldia misslyckades också med att leverera under samma tävling. Sportdirektören Julian Gorospe var frustrerad och sa:
| ”                | Jag önskar att våra uniformer inte var så lätta att se | „ |
| – Julian Gorospe |                                                        |   |

I november 2005 fick laget en ny teknisk chef, Igor González de Galdeano, som mellan 1995 och 1998 hade varit del av laget som cyklist. Laget började träna annorlunda och lagarbete var någonting som de betonade extra. När Miguel Madariaga lämnade sitt jobb som chef i slutet av säsongen 2009, efterträddes han av Igor Gonzalez de Galdeano.
Tidigare under sin karriär hade lagets cyklist Samuel Sanchez varit en duktig endagsloppsåkare, men under säsongen 2005 slutade han på tionde plats i Vuelta a Espana och vann en etapp. Resultatet gav mersmak och under säsongen 2006 vann han flera endags- och veckolopp och resultatet placerade honom som tvåa i ProTour bakom spanjoren Alejandro Valverde. Under säsongen vann Samuel Sanchez tre etapper på Vuelta a Espana, vilket tog honom till tredjeplatsen på prispallen när loppet avslutades. Sanchez vann linjeloppet under de Olympiska sommarspelen 2008. Under Vuelta a Espana 2009 slutade han på andra plats i det spanska loppet. Sanchez har också slutat fyra, sexa och sjua på Tour de France i sin karriär. Under Tour de France 2011 vann Sanchez etappen i Luz Ardiden och tog andra platsen på Alpe d'Huez-etappen bakom Pierre Rolland.
En annan av lagets stjärnor, Igor Antón, låg i totalledning i Vuelta a Espana 2010, och såg ut att kunna vinna hela tävlingen, men på etapp 12 vurpade han och tvingades bryta. Då hade han hunnit vinna två etapper. Ett år senare, år 2011, återvände Vuelta a España till i Baskien efter 33 års frånvaro. Vid målgången med slutvarv i Bilbao vann Euskaltel-Euskadis Igor Antón. Ett år tidigare hade Antón vunnit en etapp på Giro d'Italia uppför den tuffa stigningen Zoncolan.
Mikel Nieve vann en etapp i Gardeccia på Giro d'Italia 2011. Ett år tidigare vann han en av bergsetapperna i Vueltan, i Cotobello.

## Laguppställning

### Euskaltel-Euskadi 2012
| Namn                  | Födelsedag | Nationalitet | stall 2011        |
| Igor Antón            | 02.03.1983 | Spanien      |                   |
| Mikel Astarloza       | 17.11.1979 | Spanien      |                   |
| Jorge Azanza          | 16.06.1982 | Spanien      |                   |
| Peio Bilbao           | 25.02.1990 | Spanien      |                   |
| Víctor Cabedo         | 15.06.1989 | Spanien      | Orbea Continental |
| Pierre Cazaux         | 07.06.1984 | Frankrike    |                   |
| Ricardo García Ambroa | 26.02.1988 | Spanien      | Orbea Continental |
| Gorka Izagirre        | 07.10.1987 | Spanien      |                   |
| Ion Izagirre          | 04.02.1989 | Spanien      |                   |
| Mikel Landa           | 13.12.1989 | Spanien      |                   |
| Egoi Martínez         | 15.05.1978 | Spanien      |                   |
| Miguel Mínguez        | 30.08.1988 | Spanien      |                   |
| Mikel Nieve           | 26.05.1984 | Spanien      |                   |
| Juan José Oroz        | 11.07.1980 | Spanien      |                   |
| Alan Pérez            | 15.07.1982 | Spanien      |                   |
| Rubén Pérez           | 30.10.1981 | Spanien      |                   |
| Adrian Saez           | 17.03.1986 | Spanien      | Orbea Continental |
| Samuel Sánchez        | 05.02.1978 | Spanien      |                   |
| Romain Sicard         | 01.01.1988 | Frankrike    |                   |
| Amets Txurruka        | 10.11.1982 | Spanien      |                   |
| Pablo Urtasun         | 29.03.1980 | Spanien      |                   |
| Iván Velasco          | 07.02.1980 | Spanien      |                   |
| Gorka Verdugo         | 04.11.1978 | Spanien      |                   |